# توماس فينليتر
توماس نايت فينليتر (بالإنجليزية: Thomas K. Finletter)‏ ‏(11 نوفمبر 1893 - 24 أبريل 1980) محامٍ وسياسي ورجل دولة أمريكي، ولد في فيلادلفيا، بنسلفانيا، ويوجد مدرسة باسمه فيها.